# Paola Rodrigues
 Paola Rodrigues (São Paulo, 2 de julho de 1984) é uma modelo e atriz brasileira.

## Biografia
Nascida na capital paulista, Paola residiu no Rio de Janeiro. Já ganhou concursos de beleza e foi assistente de palco do Celso Portiolli no Passa ou Repassa. Começou a carreira de modelo aos 15 anos, quando foi descoberta em um shopping pela Elite Model. Posteriormente, estudou para tirar o DRT (registro profissional emitido pela Delegacia Regional do Trabalho) e investir na carreira de atriz, iniciada aos 17 anos, quando ingressou em um curso de teatro com o intuito de perder a timidez.
Ganhou notoriedade ao participar do reality show Casa dos Artistas - Protagonistas de Novela exibido pelo SBT em 2004, vencido por Carol Hubner. Embora eliminada precocemente, chamou a atenção do apresentador e empresário Silvio Santos. Foi capa de uma edição especial da revista Playboy em Dezembro de 2004, que continha ainda Ellen Rocche e Syang, participantes de edições anteriores da Casa dos Artistas. Realizou trabalhos em programas humorísticos e peças de teatro. Em 2005, desfilou pela Mancha Verde no Carnaval.
Atuou em episódios da produtora O2 Fimes, feito especialmente para internet, além da minissérie Som e Fúria, co-produzida pela Rede Globo, adaptada da série canadense Slings and Arrows, com direção geral de Fernando Meirelles. Retornou a televisão em várias campanhas publicitárias, como a frentista da "Troca de Óleo", que anuncia promoção do jornal Diário de São Paulo, a Manu do Programa Km de Vantagens dos Postos Ipiranga e a cliente histérica, que recebe do carteiro, a encomenda da Dafiti.

### Vida pessoal
Paralelamente atuou como empresária, possuiu uma agência de modelos e eventos, a By Lucky.
Em 2005 a mídia chegou a veicular um suposto romance com o empresário Kia Joorabchian, negado sempre pela atriz. Em 2009 casou-se com o empresário Fredo Costa, do ramo de bebidas. No final do mesmo ano foi mãe do menino Noah.

## Carreira

### Televisão
| Ano  | Título              | Personagem / Cargo |
| ---- | ------------------- | ------------------ |
| 2017 | Tempo de Amar       | Esmeralda          |
| 2017 | Xilindró            | Linda              |
| 2017 | Vade Retro          | Juliana            |
| 2016 | Chamado Central     | Bandigata          |
| 2014 | O Negócio           | Denise             |
| 2014 | (Des)Encontros      | Elisa/Patrícia     |
| 2010 | Esquadrão 02        | Stefany            |
| 2009 | Som & Fúria         | Chayenne           |
| 2008 | Show do Tom         | Aeromoça           |
| 2004 | A Praça É Nossa     | Nenezona           |
| 2004 | Casa dos Artistas 4 |                    |

- 2004 - Casa dos Artistas 4: Protagonistas de Novela  .... 6ª Eliminada
- Passa ou Repassa .... Assistente de palco[9]

### Teatro
- 2006 - O Analista de Bagé e a Super-Fêmea .... Margarida
- 2008 - Cinderella .... Cinderela[10]

### Internet
- 2008 - "O Que Que É Isso?".... Juju (Jussara)

### Vídeos
- DVD Melhores Making Ofs Da Playboy Volume 1